# Пертська міська електричка
Пертська міська електричка (англ. Transperth Trains) — система ліній приміського поїзду S-Bahn в місті Перт, штат Західна Австралія, Австралія. В системі використовується капська ширина колії та потяги що живляться від повітряної контактної мережі. Систему обслуговує компанія Transperth.

## Історія
Перша залізнична лінія в Перті відкрилася в березні 1881 року. Лінії були електрифіковані на початку 1990-х років. До електрифікації на лініях «Armadale», «Fremantle» та «Midland» курсували дизельні пасажирські потяги. При переході з дизельних потягів на електропотяги також були реконструйовані станції та колії.

## Лінії
Система має п'ять радіальних ліній що починаються від залізничного вокзалу Перта. В системі є три підземні станції. Будується відгалуження в напрямку міжнародного аеропорту, відкрити планують у 2020 році. На ділянці в аеропорт буде 3 станції, 2 з яких підземні.
| Назва лінії         | Дата відкриття | Кількість станцій | Довжина в км | Напрямок руху |
| ------------------- | -------------- | ----------------- | ------------ | --- |
| «Armadale/Thornlie» | вересень 1991  | 20                | 30,1         | Прямує на південний схід до міста Армадеіл з відгалуженням до міста Торнлі. |
| «Fremantle»         | вересень 1991  | 17                | 18,7         | Прямує на південний захід до міста Фрімантл. Станція Перт не є кінцевою для цієї лінії далі потяги рухаються по лінії «Midland», фактично лінії працюють як одна.                                                       |
| «Joondalup»         | 20 грудня 1992 | 13                | 40,7         | Прямує на північний захід до міста Кларксон. Більша частина лінії проходить по розділювальні смузі шосе Мітчела. |
| «Mandurah»          | 23 грудня 2007 | 12                | 70,1         | Прямує на південь до міста Мандура, частина шляху проходить по розділювальні смузі шосе Квінана. Станція Перт не є кінцевою для цієї лінії далі потяги рухаються по лінії «Joondalup», фактично лінії працюють як одна. |
| «Midland»           | грудень 1991   | 15                | 16           | Прямує на схід до міста Мідленд. |

## Особливості
Систему в більшості випадків позначають як S-Bahn, але вона має багато спільного з метрополітеном. Інтервал руху на лініях «Joondalup»/«Mandurah» в годину пік лише 5 хвилин. Відстань між станціями на лініях «Midland»/«Fremantle» складає менш 2-х кілометрів. Також в системі є підземна ділянка.

## Галерея

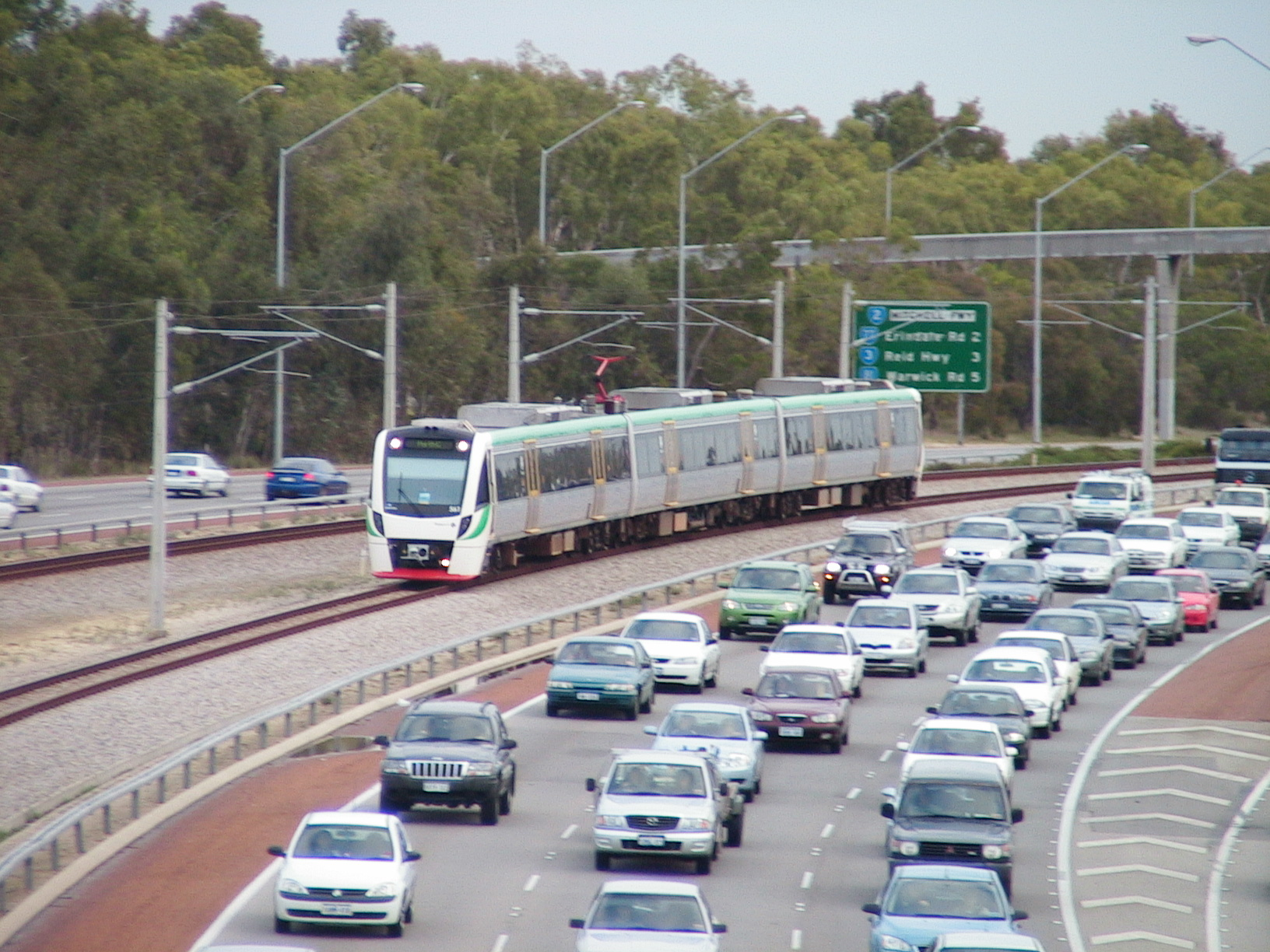
Потяг на лінії «Joondalup»
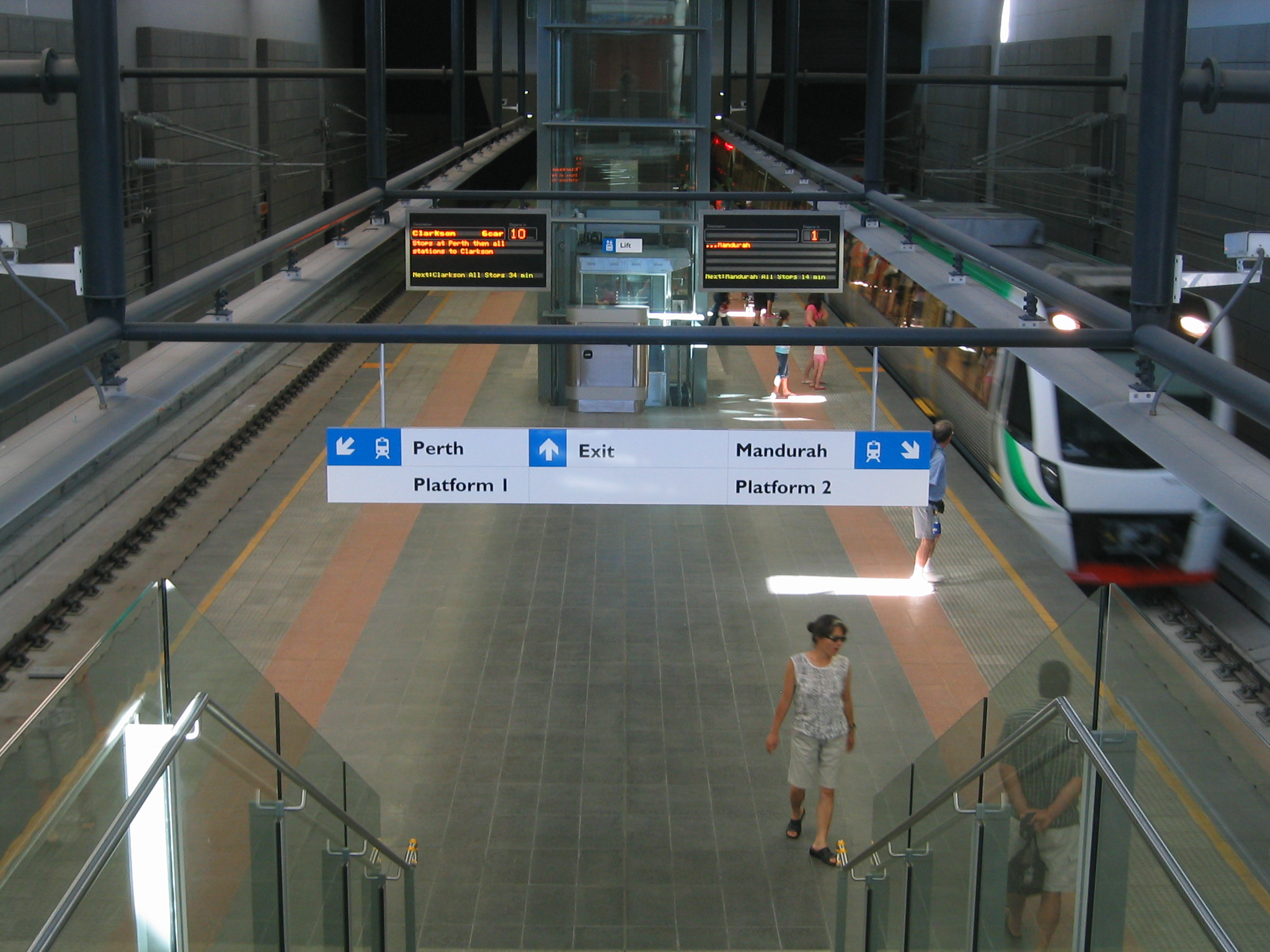
Платформа підземної станції «Elizabeth Quay»
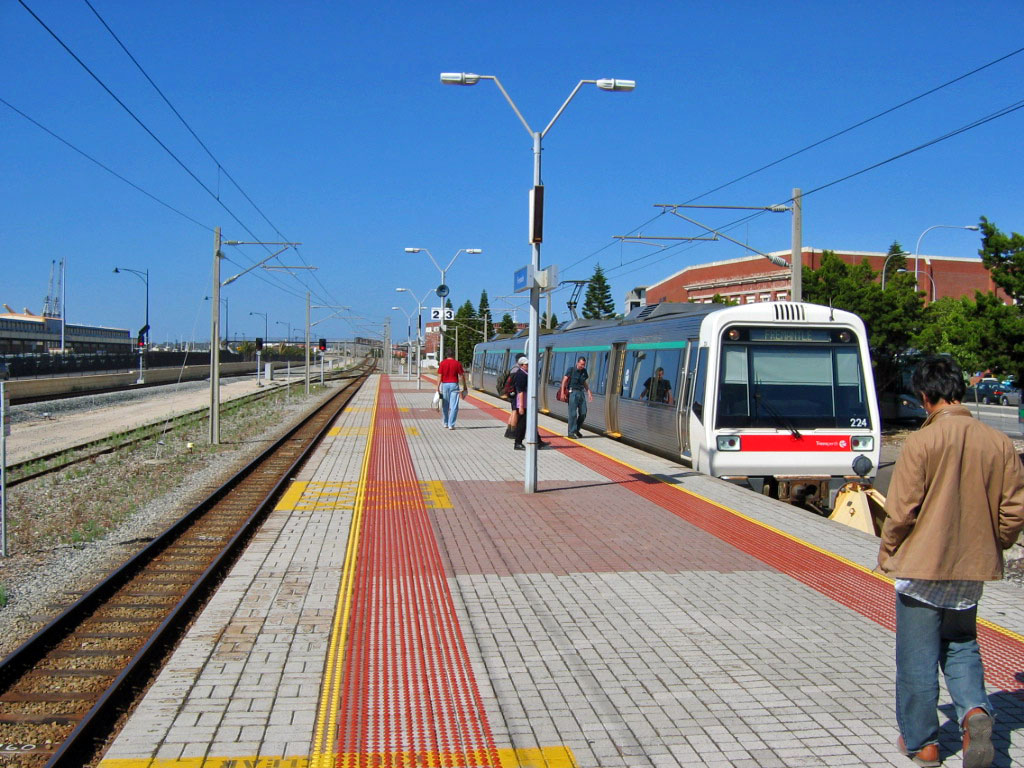
Потяг на станції «Fremantle»
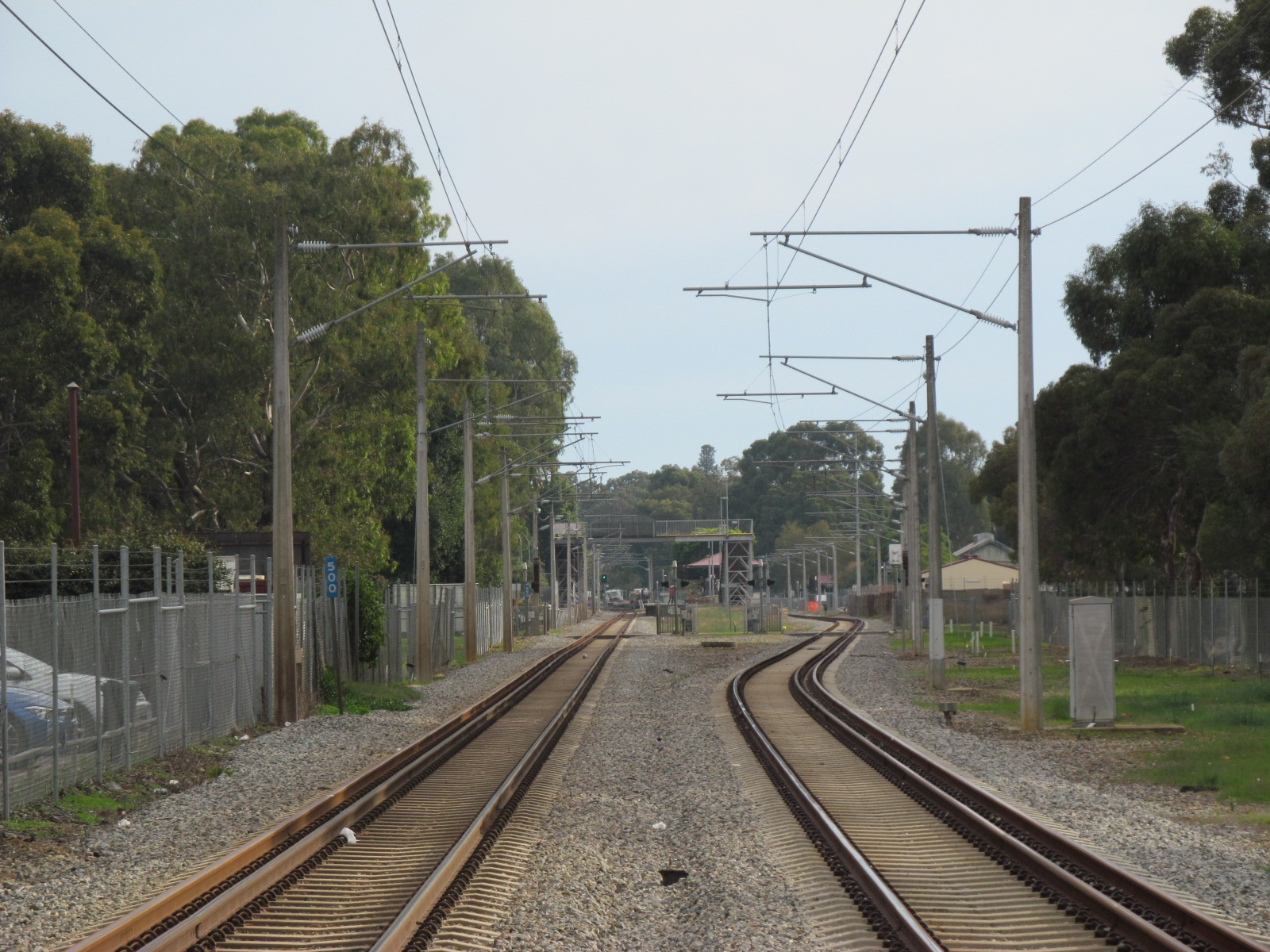
Лінія «Midland»